# Roman Pliske
Roman Pliske (* 1970 in Berlin) ist ein deutscher Verleger in Halle (Saale).

## Leben
Pliske absolvierte 1990 das Bunsen-Gymnasium Heidelberg und studierte von 1991 bis 1998 Germanistik und Geschichte an der Ruprecht-Karls-Universität Heidelberg, wo er mit einer Magisterarbeit über Marcel Beyers Roman „Flughunde“ abschloss.
Von 1994 bis zu ihrer vorläufigen Einstellung im Jahr 2000 war Pliske Mitherausgeber der Heidelberger Literaturzeitschrift metamorphosen. 1996 gründete er zusammen mit Ingo Držečnik den Elfenbein Verlag.
Pliske war zwischen 1999 und 2001 verantwortlicher Redakteur bei Yukom-Medien in München. Von 2001 bis 2004 leitete er das Berliner Büro des Essener Medienhauses VVA, bei dem er 2003 für den Start des Literaturmagazins bücher verantwortlich zeichnete. Er arbeitete zudem als freier Mitarbeiter für Die Zeit, die Neue Gesellschaft/Frankfurter Hefte und den Tagesspiegel.
Pliske ist seit 2004 Geschäftsführer des Mitteldeutschen Verlags in Halle.
2014 gründete er zusammen mit Roland Krischke in Heidelberg den Morio Verlag als Imprint des Mitteldeutschen Verlags.

## Schriften
- Mein Tag mit Jürgen Habermas. Eine fiktive Begegnung. In: Neue Gesellschaft/Frankfurter Hefte, 46. Jg., Nr. 5 (1999), S. 419–422.
- „Flughunde“. Ein Roman über Wissenschaft und Wahnsinn ohne Genie im „Dritten Reich“. In: Marc-Boris Rode / Marcel Beyer (Hrsg.): Auskünfte von und über Marcel Beyer. Bamberg, 2000, S. 108–123.
- „Ich bin der Hauptbahnhof der Probleme.“ (Interview mit Martin Walser) In: Der Tagesspiegel, 15. Oktober 2003.
- „Liebenswürdige Menschen sind gefährlich!“ (Interview mit Martin Walser) In: bücher. Das unabhängige Magazin zum Lesen, Nr. 5 (April 2004), S. 20–23.[7]

## Belege
1. ↑  Ingo Držečnik: Ein Verlag mit „Heidelberger Geist“. In: Heidelberg Alumni International (HAI), 2021, S. 19.
2. ↑  Aus Liebe zum Lesen - bücher das neue Magazin ist da! In: Originaltext-Service (Webseite.) 17. November 2003.
3. ↑  Roman Pliske. In: Zeit Online. 5. August 1999.
4. ↑  Vgl. 1999 – 5. Neue Gesellschaft – Frankfurter Hefte In: Social History portal (Webseite).
5. ↑   Florian Russi: Roman Pliske. Germanist, Historiker, Verleger. In: Halle-Lese (Webseite).
6. ↑   Roman Pliske ist neuer Geschäftsführer und Verleger beim Mitteldeutschen Verlag (MDV) in Halle. In: Buch-Markt (Webseite). 4. Oktober 2004. Zuletzt abgerufen am 25. November 2022.
7. ↑  Vgl. auch den Bericht des Fotografen: Liebenswürdige Menschen sind gefährlich! In: Bernd Löber (Webseite), 22. Dezember 2010.

| Personendaten    | Personendaten      |
| ---------------- | ------------------ |
| NAME             | Pliske, Roman      |
| KURZBESCHREIBUNG | deutscher Verleger |
| GEBURTSDATUM     | 1970               |
| GEBURTSORT       | Berlin             |